# Lijst van voetbalinterlands Australië - Schotland (vrouwen)
Deze lijst van voetbalinterlands is een overzicht van alle officiële voetbalinterlands tussen de nationale vrouwenteams van Australië en Schotland. De landen hebben tot nu toe vijf keer tegen elkaar gespeeld.

## Wedstrijden
| № | Plaats     | Datum            | Competitie         | Wedstrijd             | Uitslag |
| - | ---------- | ---------------- | ------------------ | --------------------- | ------- |
| 1 | Kilmarnock | 18 mei 1995      | Vriendschappelijk  | Schotland − Australië | 0 − 0   |
| 2 | Livingston | 6 september 2003 | Vriendschappelijk  | Schotland − Australië | 0 − 1   |
| 3 | Larnaca    | 10 maart 2014    | Cyprus Women's Cup | Australië − Schotland | 2 − 4   |
| 4 | Falkirk    | 9 april 2015     | Vriendschappelijk  | Schotland − Australië | 1 − 1   |
| 5 | Londen     | 7 april 2023     | Vriendschappelijk  | Schotland − Australië | 1 − 0   |

## Samenvatting
| Competitie         | Totaal gespeeld | Winst Australië | Gelijk | Winst Schotland | Doelsaldo Australië – Schotland |
| ------------------ | --------------- | --------------- | ------ | --------------- | ------------------------------- |
| Cyprus Women's Cup | 1               | 0               | 0      | 1               | 2 − 4                           |
| Vriendschappelijk  | 4               | 1               | 2      | 1               | 2 − 2                           |
| Totaal             | 5               | 1               | 2      | 2               | 4 − 6                           |